# Rhinopodisma
Rhinopodisma is een geslacht van rechtvleugeligen uit de familie Dericorythidae. De wetenschappelijke naam van dit geslacht is voor het eerst geldig gepubliceerd in 1954 door Mishchenko.

## Soorten
Het geslacht Rhinopodisma omvat de volgende soorten:
- Rhinopodisma assama Uvarov, 1930
- Rhinopodisma eminifrontus Huang, 1981
- Rhinopodisma xizangensis Niu & Zheng